# イーサン・ペイジ
イーサン・ペイジ（Ethan Page　1989年9月20日 - 、本名ジュリアン・ミセフスキー Julian Micevski　）は、カナダのプロレスラー。

## 来歴

### WWE-NXT（2024年–）
2025年4月、スタンド&デリバーでリッキー・スタークスに挑戦するが敗北。NXT北米王座の獲得に失敗した。
2025年9月、ノー・マーシーでTNA所属のジョー・ヘンドリーに勝利し、NXT王座の防衛に成功した。

## 得意技

### フィニッシュ・ホールド
イーゴズ・エッジ
前屈状態の相手の頭を自身の股下に差し込み。カナディアン・バックブリーカーの形でそのまま相手の体を自身の右肩の上に担ぎ上げてその状態で自身の右腕で相手の左脇下を、自身の左腕で相手の右脇下でそれぞれ持ちハイジャック・バックブリーカーの形で自身の両腕を高々と伸ばして前方へ相手を放り投げるパワーボムでマットに叩きつける変形パワーボム。レイザーズ・エッジと同型。

### 投げ技
ヴァニティ・サーチ
コーナー最上段に座らせた相手の両腕を掴んで交差させ、そのまま頭上を越えて前方へと投げ落とし、背中からマットに叩きつける変形ボム。CIMAのゴリコノクラズムとほぼ同型。この技からイーゴズ・エッジへと繋ぐ。
タイガーボム
相手を前かがみにさせた後、ダブルアームの体勢で持ち上げ、さかさまの状態で相手の胴もしくは太腿の位置に持ち替えて相手をパワーボムの体勢で叩きつける。
パワーボム
スープレックス
スーパープレックス
ブレーンバスター#ジャック・ハマー
スナップ・DDT
パワースラム

## 獲得タイトル
- アルファ-1レスリング
  - A1アルファ男子選手権（1回） [2] [3]

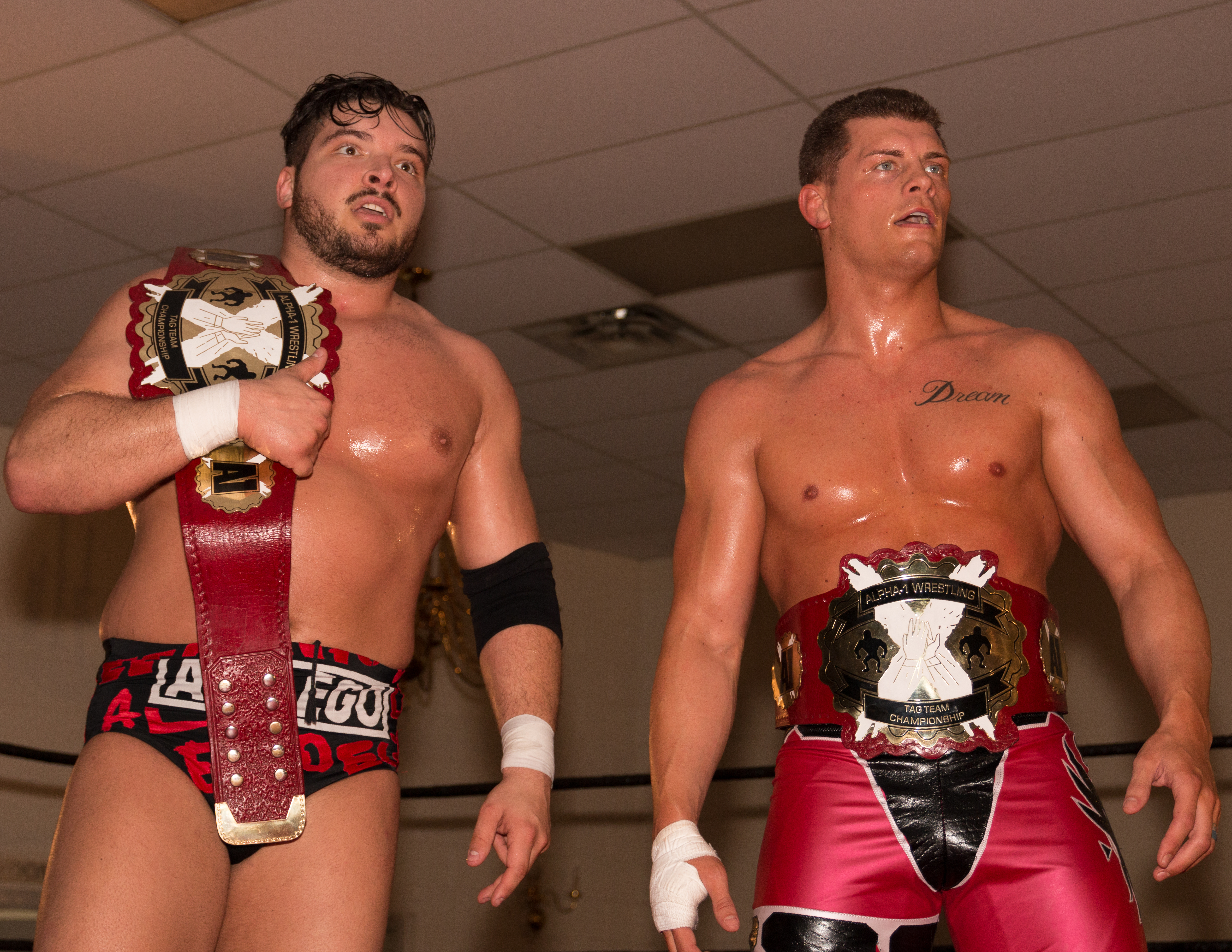
2017年6月のAlpha-1タッグ王者としてのペイジ（左）とコーディローデス

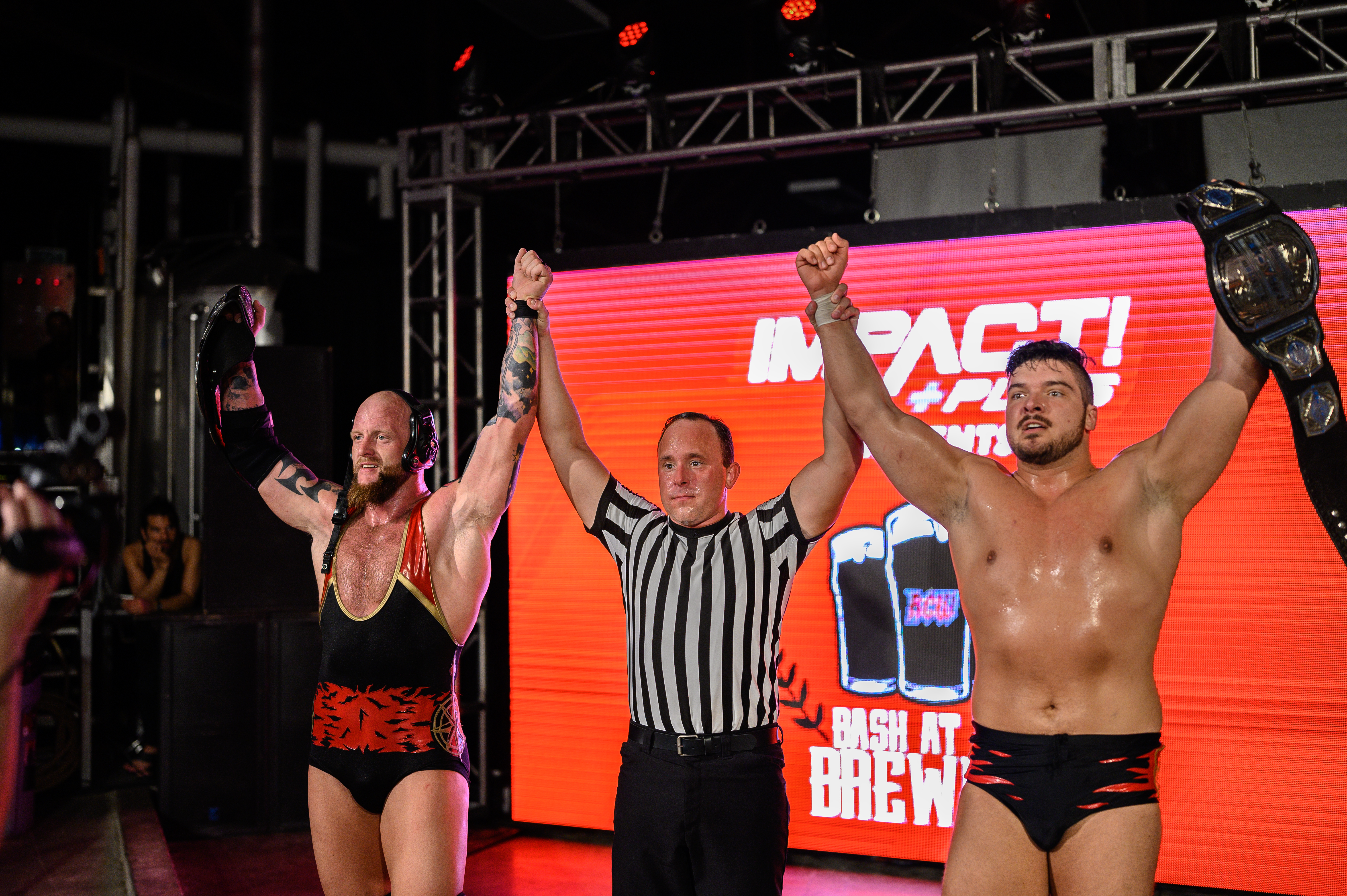
バッシュでインパクトタッグ王座を獲得した後

  - A1アウターリミットチャンピオンシップ（1回） [4] [2] [3]
  - A1タッグ王座（2回）– Josh Alexander （1）とCody Rhodes （1） [4] [2] [3]
  - A1アウターリミットチャンピオンシップトーナメント（2017） [5] [4] [6]
- オールアメリカンレスリング
  - AAWヘビー級王座（1回）
  - AAWタッグ王座（ 1回）–マイケルエルガン
- Absolute Intenseレスリング
  - AIWアブソリュート王座（3回） [3]
  - JTライトニングインビテーショナルトーナメント（2013） [5] [6]
- ブラックレーベルプロ
  - BLPタッグ王座（1回）–ダンハウゼンとスウォグル[7] [8]
- Deathproofファイトクラブ
  - DFC王座（1回） [3]
- エクストリームレスリングリーグショー
  - EWLSエクストリーム王座[9]
- エボルブ
  - Evolveタッグ王座 （1回）– ACH [3]
- フリーランスレスリング
  - フリーランス王座（1回） [10]
- フリンジプロレス
  - FPWレッドライン王座（1回） [3]
  - FPWタッグ王座（1回）– JoshAlexander[4] [3]
- インパクトレスリング
  - インパクト世界タッグ王座（ 2回）–ジョシュアレクサンダー
  - IMPACT年末アワード（2回）
    - タッグチームオブザイヤー（2019、2020）–ジョシュアレクサンダー[11]
- インフィニティレスリング
  - GCW-NSタッグ王座（1回）–ジョーイキングス[4] [12]
- Insaneレスリングリーグ
  - IWLタッグ王座（1回）– JoshAlexander[3]
- インターナショナルレスリングカルテル
  - IWCタッグ王座（1回）-ジョシュアレクサンダー
- プロレスバトルアーツ
  - バトルアーツ無差別級王座（1回） [3]
- プロレスリングゲリラ
  - PWG世界タッグ王座（1回）–ジョシュアレクサンドル[4] [3] [13] [14]
- プロレスリング・イラストレーテッド
  - 2017年にPWI500のトップ500シングルレスラー182位[15]
  - 2020年with Josh AlexanderPWIタグチーム50のトップ50タッグチーム4位[16]
- サウスサイドレスリングエンターテインメント
  - SWE世界ヘビー級王座（1回） [4] [17]
- レスリングリボルバー
  - PWRタッグ王座（1回）-ジョシュアレクサンダー[18]
- Independentプロレスラー連合
  - キングオブトロントトーナメント（2013） [5] [6] [19]
  - UNIONヘビー級王座（1回） [3]
  - UNIONタッグ王座（1回）–ジョーイキングス[4] [3]
- Xciteレスリング
  - Xciteヘビー級王座（1回） [20]